# Michaił Ogońkow
Michaił Pawłowicz Ogońkow, ros. Михаил Павлович Огоньков (ur. 24 czerwca 1932 w Moskwie, Rosyjska FSRR, ZSRR, zm. 14 sierpnia 1979 w Moskwie) – rosyjski piłkarz, grający na pozycji lewego obrońcy, reprezentant ZSRR, olimpijczyk, trener piłkarski.

## Kariera piłkarska

### Kariera klubowa
Wychowanek klubu Zakładu Krasnyj Proletarij w Moskwie. W 1953 rozpoczął karierę piłkarską w klubie Spartak Moskwa. W maju 1958 roku wraz z reprezentantami ZSRR Borisem Tatuszynym i Eduardem Strielcowym został aresztowany pod zarzutem gwałtu, ale trzy dni później zarzuty wycofano. Ogońkow został zdyskwalifikowany do końca życia, ale trzy lata później dyskwalifikację anulowano. Na początku sezonu 1961 w Ałma-Acie w meczu przeciwko drużyny rezerwowej Kajrata po zderzeniu z przeciwnikiem doznał kontuzji. Po leczeniu usunięto nerkę, po czym był zmuszony zakończyć karierę piłkarską w 1961.

### Kariera reprezentacyjna
26 czerwca 1955 zadebiutował w reprezentacji Związku Radzieckiego w spotkaniu towarzyskim ze Szwecją wygranym 6:0. Ponadto występował w olimpijskiej reprezentacji Związku Radzieckiego, w składzie której zdobył złoty medal na Olimpiadzie w Melbourne 1956.

## Kariera trenerska
Po zakończeniu kariery piłkarskiej rozpoczął pracę szkoleniową. W latach 1963–1979 trenował dzieci w szkole piłkarskiej Spartaka.
Zmarł przedwcześnie 14 sierpnia 1979 roku w Moskwie. Został pochowany na Cmentarzu Daniłowskim.

## Sukcesy i odznaczenia

### Sukcesy klubowe
- mistrz ZSRR: 1956
- wicemistrz ZSRR: 1954, 1955
- brązowy medalista mistrzostw ZSRR: 1957
- finalista Pucharu ZSRR: 1957

### Sukcesy reprezentacyjne
- złoty medalista Igrzysk Olimpijskich: 1956

### Sukcesy indywidualne
- wybrany do listy 33 najlepszych piłkarzy ZSRR: Nr 1 (1956, 1957)

### Odznaczenia
- tytuł Mistrza Sportu ZSRR:
- tytuł Zasłużonego Mistrza Sportu ZSRR: 1957